# Llista d'espècies d'arquèids
Aquesta és la llista de les espècies descrites de la família d'aranyes dels arquèids (Archaeidae) amb data al 12 de desembre de 2016. La família fou descrita per primera vegada per Carl Ludwig Koch i Berendt l'any 1854.

## Afrarchaea
Afrarchaea Forster & Platnick, 1984
- Afrarchaea ansieae Lotz, 2015 - Sud-àfrica
- Afrarchaea bergae Lotz, 1996 — Sud-àfrica
- Afrarchaea entabeniensis Lotz, 2003 — Sud-àfrica
- Afrarchaea fernkloofensis Lotz, 1996 — Sud-àfrica
- Afrarchaea fisheri Lotz, 2003 — Madagascar
- Afrarchaea godfreyi (Hewitt, 1919) (espècie tipus) — Sud-àfrica, Madagascar
- Afrarchaea haddadi Lotz, 2006 — Sud-àfrica
- Afrarchaea harveyi Lotz, 2003 — Sud-àfrica
- Afrarchaea kranskopensis Lotz, 1996 — Sud-àfrica
- Afrarchaea lawrencei Lotz, 1996 — Sud-àfrica
- Afrarchaea mahariraensis Lotz, 2003 — Madagascar
- Afrarchaea ngomensis Lotz, 1996 — Sud-àfrica
- Afrarchaea royalensis Lotz, 2006 — Sud-àfrica
- Afrarchaea woodae Lotz, 2006 — Sud-àfrica

## Austrarchaea
Austrarchaea Forster & Platnick, 1984
- Austrarchaea alani Rix & Harvey, 2011 — Queensland
- Austrarchaea aleenae Rix & Harvey, 2011 — Queensland
- Austrarchaea binfordae Rix & Harvey, 2011 — Nova Gal·les del Sud
- Austrarchaea christopheri Rix & Harvey, 2011 — Nova Gal·les del Sud
- Austrarchaea clyneae Rix & Harvey, 2011 — Queensland, Nova Gal·les del Sud
- Austrarchaea cunninghami Rix & Harvey, 2011 — Queensland
- Austrarchaea daviesae Forster & Platnick, 1984 — Queensland
- Austrarchaea dianneae Rix & Harvey, 2011 — Queensland
- Austrarchaea griswoldi Rix & Harvey, 2012 — Queensland
- Austrarchaea harmsi Rix & Harvey, 2011 — Queensland
- Austrarchaea helenae Rix & Harvey, 2011 — Nova Gal·les del Sud
- Austrarchaea hoskini Rix & Harvey, 2012 — Queensland
- Austrarchaea judyae Rix & Harvey, 2011 — Queensland
- Austrarchaea karenae Rix & Harvey, 2012 — Queensland
- Austrarchaea mascordi Rix & Harvey, 2011 — Nova Gal·les del Sud
- Austrarchaea mcguiganae Rix & Harvey, 2011 — Nova Gal·les del Sud
- Austrarchaea milledgei Rix & Harvey, 2011 — Nova Gal·les del Sud
- Austrarchaea monteithi Rix & Harvey, 2011 — Nova Gal·les del Sud
- Austrarchaea nodosa (Forster, 1956) (espècie tipus) — Queensland, Nova Gal·les del Sud
- Austrarchaea platnickorum Rix & Harvey, 2011 — Nova Gal·les del Sud
- Austrarchaea raveni Rix & Harvey, 2011 — Queensland
- Austrarchaea smithae Rix & Harvey, 2011 — Nova Gal·les del Sud
- Austrarchaea tealei Rix & Harvey, 2012 — Queensland
- Austrarchaea thompsoni Rix & Harvey, 2012 — Queensland
- Austrarchaea wallacei Rix & Harvey, 2012 — Queensland
- Austrarchaea westi Rix & Harvey, 2012 — Queensland
- Austrarchaea woodae Rix & Harvey, 2012 — Queensland

## Eriauchenius
Eriauchenius O. P.-Cambridge, 1881
- Eriauchenius ambre Fusta, 2008 — Madagascar
- Eriauchenius anabohazo Fusta, 2008 — Madagascar
- Eriauchenius borimontsina Fusta, 2008 — Madagascar
- Eriauchenius bourgini (Millot, 1948) — Madagascar
- Eriauchenius cornutus (Lotz, 2003) — Sud-àfrica
- Eriauchenius gracilicollis (Millot, 1948) — Madagascar
- Eriauchenius griswoldi Fusta, 2008 — Madagascar
- Eriauchenius halambohitra Fusta, 2008 — Madagascar
- Eriauchenius jeanneli (Millot, 1948) — Madagascar
- Eriauchenius lavatenda Fusta, 2008 — Madagascar
- Eriauchenius legendrei (Platnick, 1991) — Madagascar
- Eriauchenius namoroka Fusta, 2008 — Madagascar
- Eriauchenius pauliani (Legendre, 1970) — Madagascar
- Eriauchenius ratsirarsoni (Lotz, 2003) — Madagascar
- Eriauchenius spiceri Fusta, 2008 — Madagascar
- Eriauchenius tsingyensis (Lotz, 2003) — Madagascar
- Eriauchenius vadoni (Millot, 1948) — Madagascar
- Eriauchenius voronakely Fusta, 2008 — Madagascar
- Eriauchenius workmani O. P.-Cambridge, 1881 (espècie tipus) — Madagascar

## Zephyrarchaea
Zephyrarchaea Rix & Harvey, 2012
- Zephyrarchaea austini Rix & Harvey, 2012 — Austràlia Meridional
- Zephyrarchaea barrettae Rix & Harvey, 2012 — Austràlia Occidental
- Zephyrarchaea grayi Rix & Harvey, 2012 — Victòria
- Zephyrarchaea janineae Rix & Harvey, 2012 — Austràlia Occidental
- Zephyrarchaea mainae (Platnick, 1991) (espècie tipus) — Austràlia Occidental
- Zephyrarchaea marae Rix & Harvey, 2012 — Victòria
- Zephyrarchaea marki Rix & Harvey, 2012 — Austràlia Occidental
- Zephyrarchaea melindae Rix & Harvey, 2012 — Austràlia Occidental
- Zephyrarchaea porchi Rix & Harvey, 2012 — Victòria
- Zephyrarchaea robinsi (Harvey, 2002) — Austràlia Occidental
- Zephyrarchaea vichickmani Rix & Harvey, 2012 — Victòria